# Uralkali

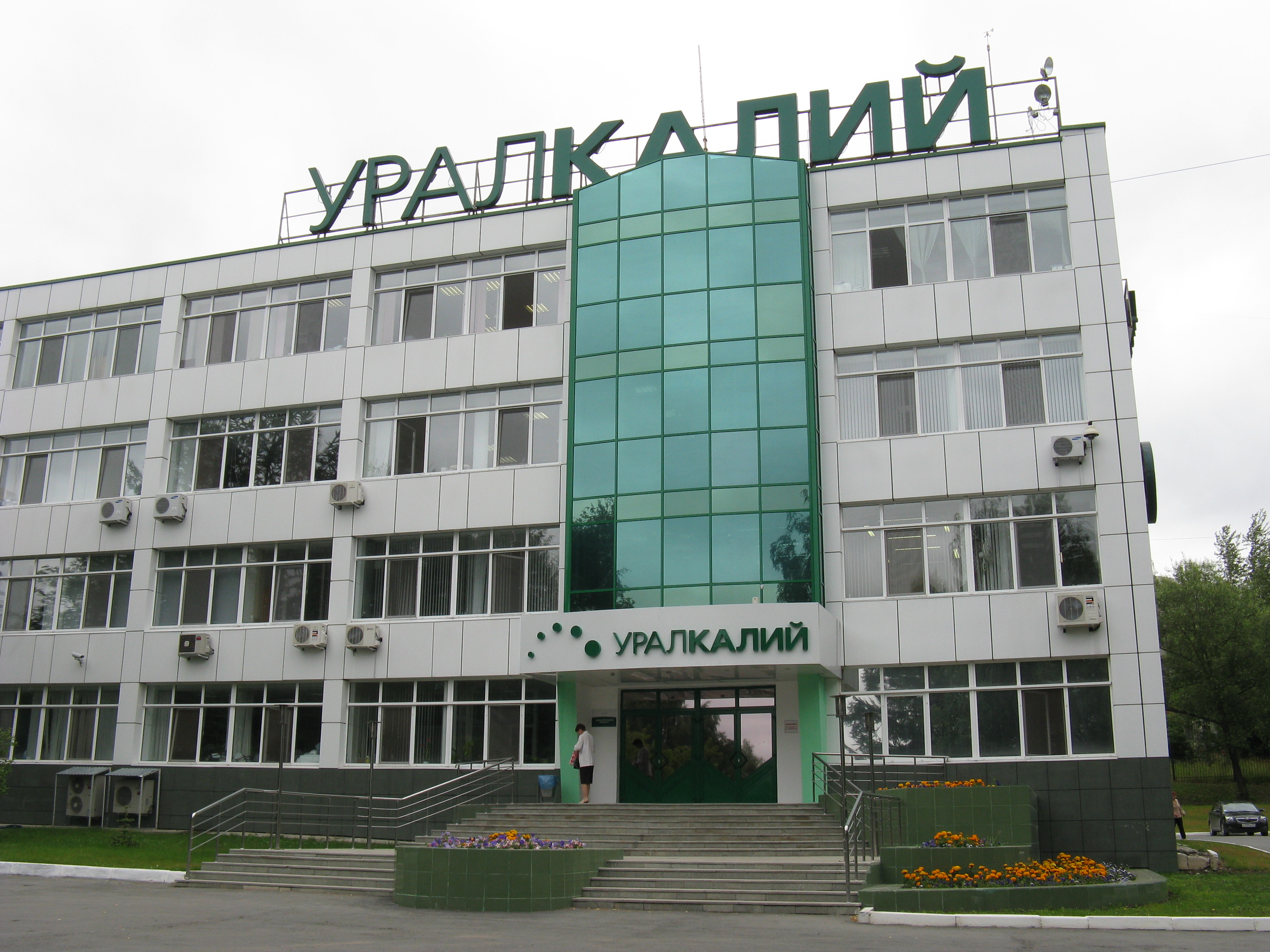
Verwaltung in Beresniki

Uralkali (russisch Уралкалий, Betonung: Uralkáli) ist ein russisches Bergbauunternehmen mit Firmensitz in Beresniki, Region Perm. Das Unternehmen baut Kali ab und ist der größte Mineraldüngerhersteller Russlands. 2012 war es mit einer Produktion von 9,1 Millionen Tonnen Kaliumchlorid (KCl) weltgrößter Kaliproduzent. Es exportiert einen Großteil seiner Produkte in das Ausland, vornehmlich nach China, Indien und Brasilien. Das Unternehmen ist im RTS-Index an der Moskauer Börse und war zwischen 2007 und 2015 an der Londoner Börse gelistet.

## Struktur

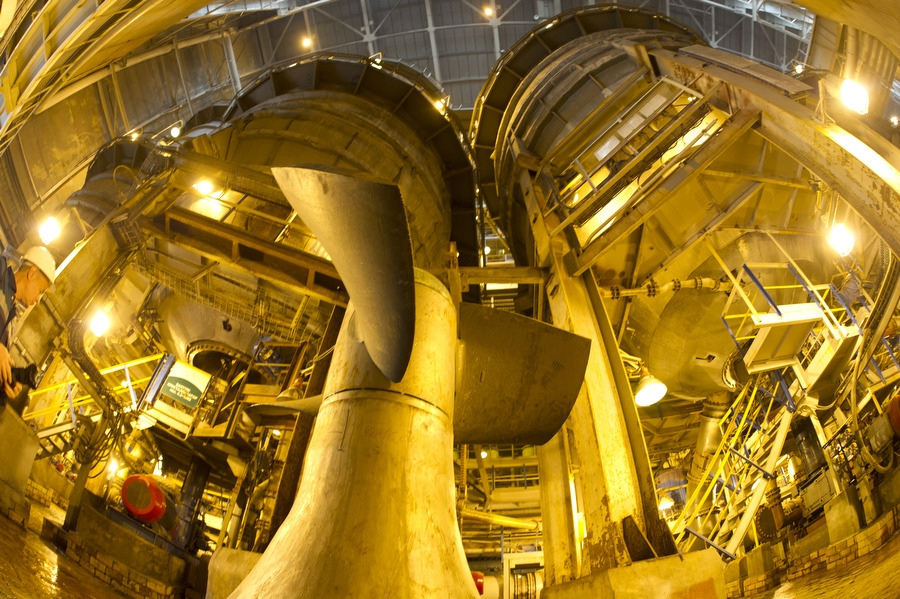
Kalifabrik

Die Produktion wird aus fünf Bergwerken (Beresniki 2 und 4; Solikamsk 1, 2 und 3) und sechs Kaliumchloridfabriken (Beresniki 2, 3 und 4; Solikamsk 1, 2 und 3) erbracht (Stand Januar 2013). Uralkali verfügt über ein eigenes Vertriebsnetz und die zwei Tochterfirmen Belarusian Potash Company (BPC) (dt. Belarussische Kaligesellschaft) und Uralkali Trading S.A. (dt. Uralkali Handels AG). Uralkali hält Bergwerksbewilligungen in Ust-Jaiwinski und für einen Teil der Werchnekamskojer Kalilagerstätte, das sogenannte Polowodowski-Lager.
Das Bergwerk Solikamsk 2 wurde im November 2014 geschlossen, nachdem aufgrund übergroßen Zustroms von Sole die Untertage-Belegschaft evakuiert und zudem eine etwa 20 × 30 Meter große Pinge entdeckt wurde. Der Solezustrom vergrößerte sich bis Anfang Februar 2015 von ursprünglich 200 m3/h auf 820 m3/h und die Ausmaße der Pinge wuchsen auf 58 × 87 Meter.

## Eigentümer
Nach Unternehmensangaben wurden Anfang April 2013 53 % der Aktien von fünf Einzelpersonen direkt oder über Beteiligungen gehalten. Den größten Direktanteil hielt demnach der russische Oligarch Suleiman Kerimow mit 17,2 %; über seine Beteiligung an einer Holding, die weitere 12,5 % der Uralkali-Aktien hielt, hatte er zusätzlichen Einfluss auf das Unternehmen. Der Rest von 47 % befand sich in Streubesitz.
Kerimows Anteile wurden auch am 29. Juli 2013 – einen Tag vor Beginn des Kali-Konflikts (→ unten) – noch dementsprechend ausgewiesen. Wenige Wochen später – am 20. August 2013 und inmitten des Kali-Konflikts – hielt er bereits 21,75 % der Unternehmensaktien sowie über die oben bereits benannte Holding anteilig unverändert weitere 12,5 %. Als Halter wurde nunmehr indes seine Stiftung, die Suleyman Kerimov Foundation, benannt.
Im September 2013 übernahm die Chengdong Investment Corporation – eine Tochter des chinesischen Staatsfonds China Investment Corp (CIC) – den bis dato von der russischen Holding kontrollierten 12,5%igen Aktienanteil.

## Unternehmensgeschichte
Das Vorgängerunternehmen Sojuskali nahm seine Produktion 1934 in Solikamsk auf, wo seit 1927 die Tagesanlagen für das Bergwerk Solikamsk 1 errichtet und die Schächte abgeteuft wurden. 1932 wurde der erste Schacht auf der Lagerstätte Beresniki begonnen, doch bereits 1936 wurden die Arbeiten wegen finanzieller Schwierigkeiten unterbrochen. Erst kurz vor dem Zweiten Weltkrieg wurden die Arbeiten wieder aufgenommen und 1942 wurde in Beresniki das erste Salz gefördert. Die Luftfahrtindustrie benötigte während des Krieges dringend Magnesium für die Kampfflugzeugproduktion, deshalb wurde am 1. Mai 1944 in Werchnekamskoje die Förderung von Carnallit aufgenommen, aus dem das begehrte Magnesium erzeugt werden konnte. Zwischen 1950 und 1960 wurden die Bergwerke grundlegend modernisiert. Im Jahre 1963 wurde die erste Flotationsaufbereitung der UdSSR in der Kalifabrik Beresniki in Betrieb genommen. 1986 ersoff das Bergwerk Beresniki 3 durch einen Wassereinbruch. Die Kalifabrik wird weiterhin betrieben und mit K2O aus dem Bergwerk Beresniki 4 beliefert.
Im Jahre 1992 wurde Sojuskali privatisiert und dabei der Betriebsteil Silwinit als englisch OJSC Silvinit abgespalten. Die Privatisierung bildete ab 1991 die Basis des finanziellen Aufstiegs von Dmitri Jewgenjewitsch Rybolowlew. 2010 verkaufte Rybolowlew seine Anteile an den russischen Finanzinvestor Suleiman Kerimow.
2001 wurde in Sankt Petersburg das Baltic Bulk Terminal (BBT) eröffnet, über das Kalidünger verschifft wird. Im Oktober 2006 gab es einen Salzwassereinbruch in Werchnekamskoje. Grund war das Anfahren einer geologischen Anomalie, die Grube musste aufgegeben werden. Seit 2007 ist Uralkali an der Londoner Rohstoffbörse gelistet.
Im Juli 2011 übernahm Uralkali Silwinit. Das neue Unternehmen produzierte 2011 10,2 Mio. Tonnen Mineraldünger.
Im Jahre 2012 begannen die Teufarbeiten an den neuen Schächten in Ust-Jaiwinski.

### Kali-Konflikt (2013)
Ende Juli 2013 gab Uralkali bekannt, den Verkauf ihrer Produktion über die bis dato gemeinsam mit dem belarussischen Kaliproduzenten Belaruskali genutzte Vertriebsgesellschaft Belarusian Potash Company (BPC) zu stoppen und ihre Produktion selbst zu vermarkten, da Belaruskali seit Dezember 2012 mehrfach Geschäfte an der Vertriebsgesellschaft vorbei getätigt habe.
Als Folge davon wurde an den internationalen Finanzmärkten ein deutlich sinkender Weltmarktpreis für Kali befürchtet, woraufhin die Aktienkurse mehrerer Kaliproduzenten einbrachen. So fiel etwa die Aktie des deutschen Kaliproduzenten K+S um mehr als 25 %.
Am 19. August 2013 bezeichnete Belaruskali in einer Pressemitteilung die diesbezüglichen Erklärungen von Uralkalis damaligem Vorstandschef Baumgertner als „provokativ, emotional, beispiellos und unklug“ und argwöhnte, hinter dem Schritt stünden „Privatinteressen von Aktionären“ der Uralkali sowie „persönliche Ambitionen einiger ihrer Führungskräfte“. Belaruskali habe nicht die Absicht, die Partnerschaft mit Uralkali unter deren jetzigem Management wieder aufleben zu lassen.
Eine Woche später wurde Baumgertner während seiner Rückreise von einem Treffen mit dem belarussischen Ministerpräsidenten Michail Mjasnikowitsch auf dem Flughafen Minsk zunächst festgenommen und nach einem Monat Haft unter Hausarrest gestellt; die belarussischen Behörden werfen ihm vor, im Rahmen seiner Tätigkeit als Chairman der Belarusian Potash Company (BPC) Amtsmissbrauch „zum Zweck des persönlichen Nutzens“ betrieben zu haben. Zudem seien internationale Haftbefehle gegen vier weitere Topmanager der Uralkali erlassen worden, da den Stakeholdern ein Schaden von 100 Millionen US-Dollar oder mehr entstanden sei.
Seit dem 2. September 2013 werde auch der russische Oligarch und größte Einzelaktionär der Uralkali, Suleiman Kerimow, per internationalem Haftbefehl gesucht; ihm wird seitens der belarussischen Behörden „Machtmissbrauch und Missbrauch der Amtsstellung“ vorgeworfen. Interpol dementierte am 11. September 2013 jedoch, dass bereits internationale Haftbefehle gegen Kerimow und die vier Uralkali-Manager ausgestellt worden seien; vielmehr würden die dahingehenden Anträge zunächst geprüft.

### Unglück in Solikamsk 2018
Bei einem Brand im Kaliwerk Solikamsk 3 kamen am 23. Dezember 2018 in rund 340 Metern Teufe 9 Bergleute ums Leben. 8 weitere Bergleute konnten gerettet werden.

## Sonstige Aktivitäten
Im Jahr 2009 wurde mit Unterstützung von Uralkali und Silwinit an der Staatlichen Technischen Universität Perm das Institut für Kalisalze gegründet.
Mit der Formel-1-Saison 2021 stieg Uralkali als Hauptsponsor beim Team Haas ein. Der VF-21-Rennwagen war in weiß-blau-rot lackiert, den Farben der Flagge Russlands. Als Reaktion auf den Russischen Überfall auf die Ukraine im Februar 2022 trennte sich Team Haas von Uralkali sowie von seinem russischen Fahrer Nikita Masepin, dem Sohn des Uralkali-Eigentümers.